# Secolul al XXVII-lea î.Hr.
(Secolul al XXXIII-lea î.Hr. - Secolul al XXXII-lea î.Hr. - Secolul al XXXI-lea î.Hr. - Secolul al XXX-lea î.Hr. - Secolul al XXIX-lea î.Hr. - Secolul al XXVIII-lea î.Hr. - Secolul al XXVII-lea î.Hr. - Secolul al XXVI-lea î.Hr. - Secolul al XXV-lea î.Hr. - Secolul al XXIV-lea î.Hr. - Secolul al XXIII-lea î.Hr. - Secolul al XXII-lea î.Hr. - Secolul al XXI-lea î.Hr. - Secolul al XX-lea î.Hr. - Secolul al XIX-lea î.Hr. - Secolul al XVIII-lea î.Hr. - Secolul al XVII-lea î.Hr. - alte secole)

Secolul al XXVII-lea î.Hr.  a debutat in anul 2700  î.Hr. si s-a incheiat in anul 2601  î.Hr..

## Evenimente

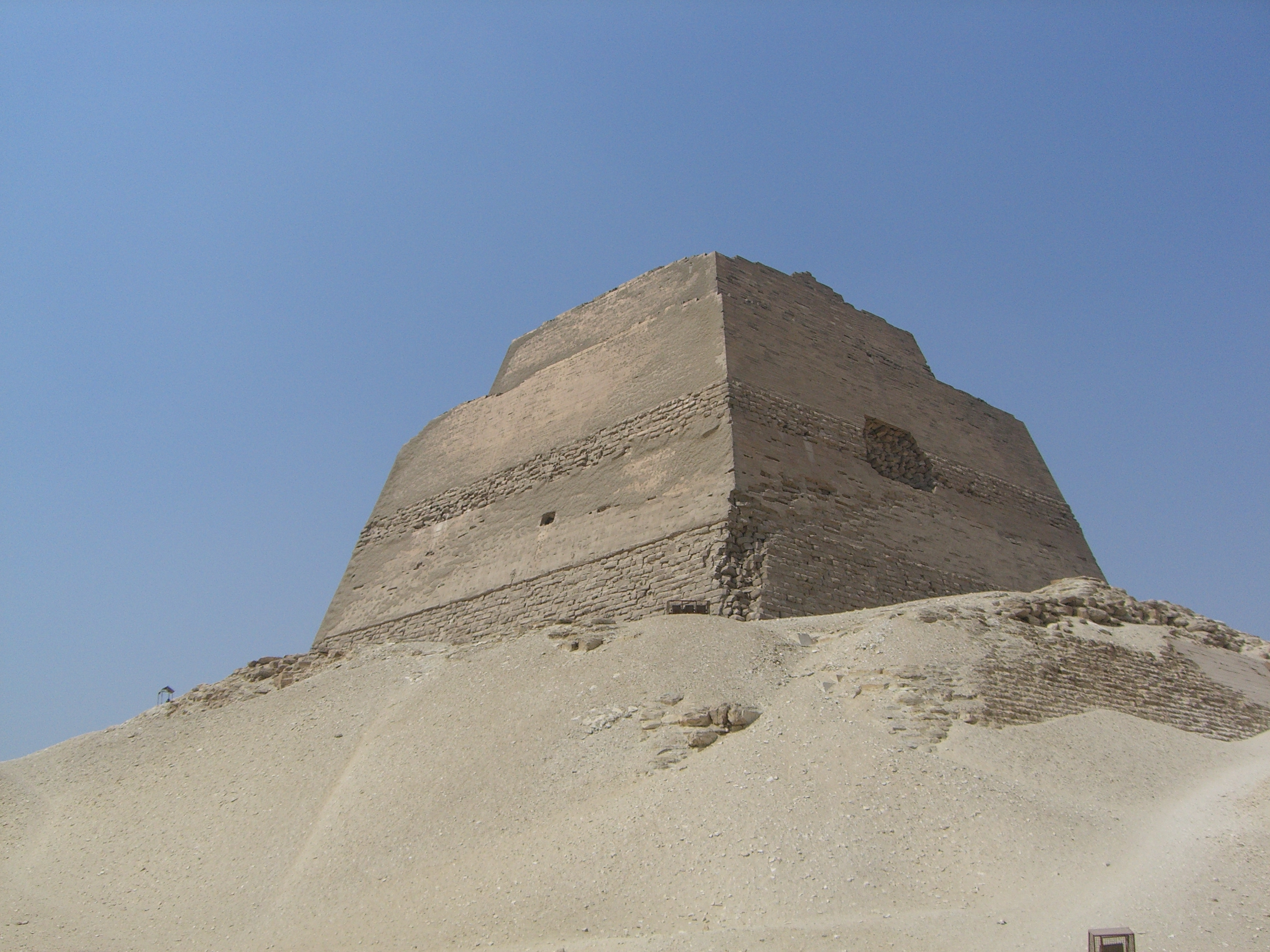
Piraida Medie a faraonilor Huni si Snefru
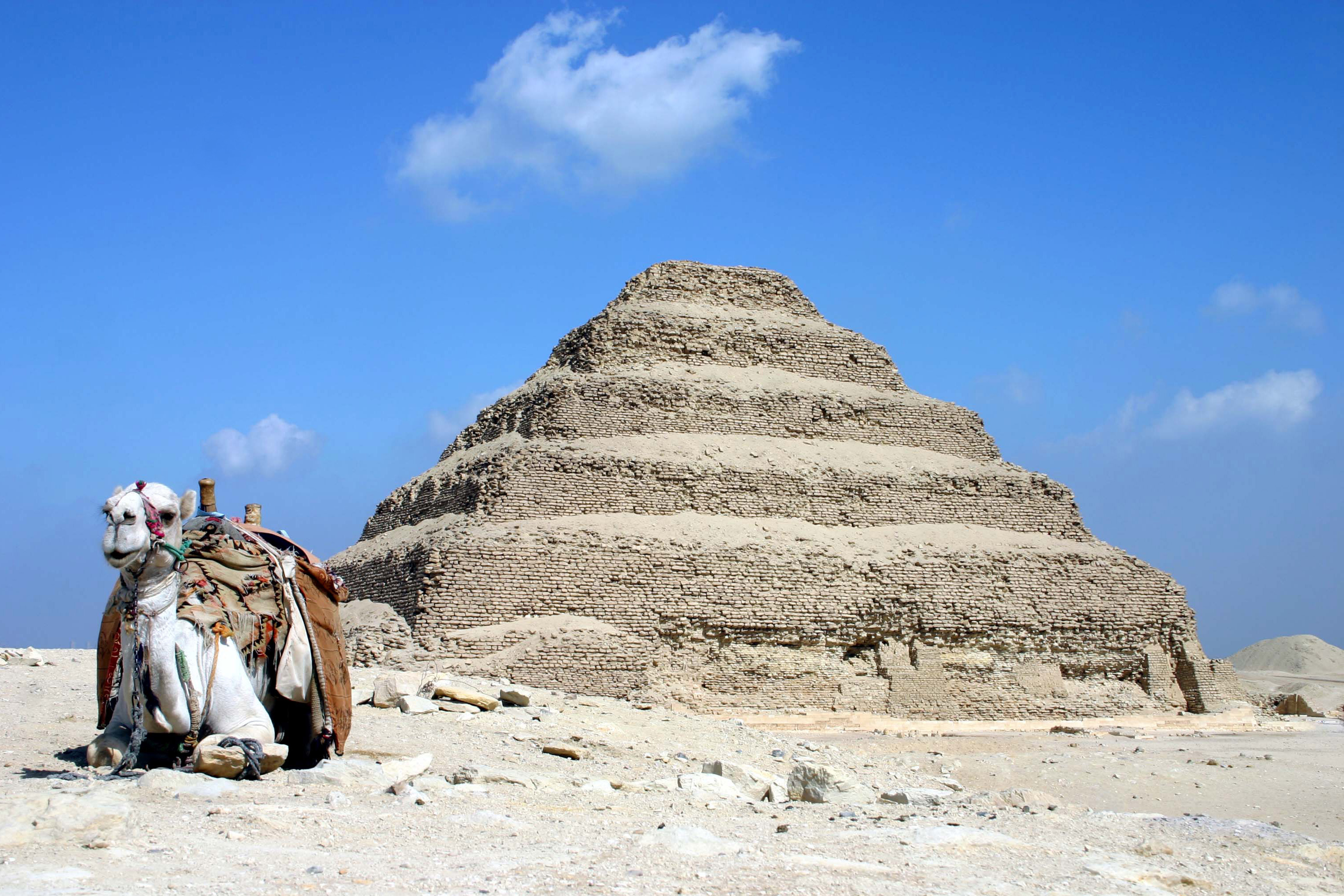
Piramida lui Djoser de la Saqqara
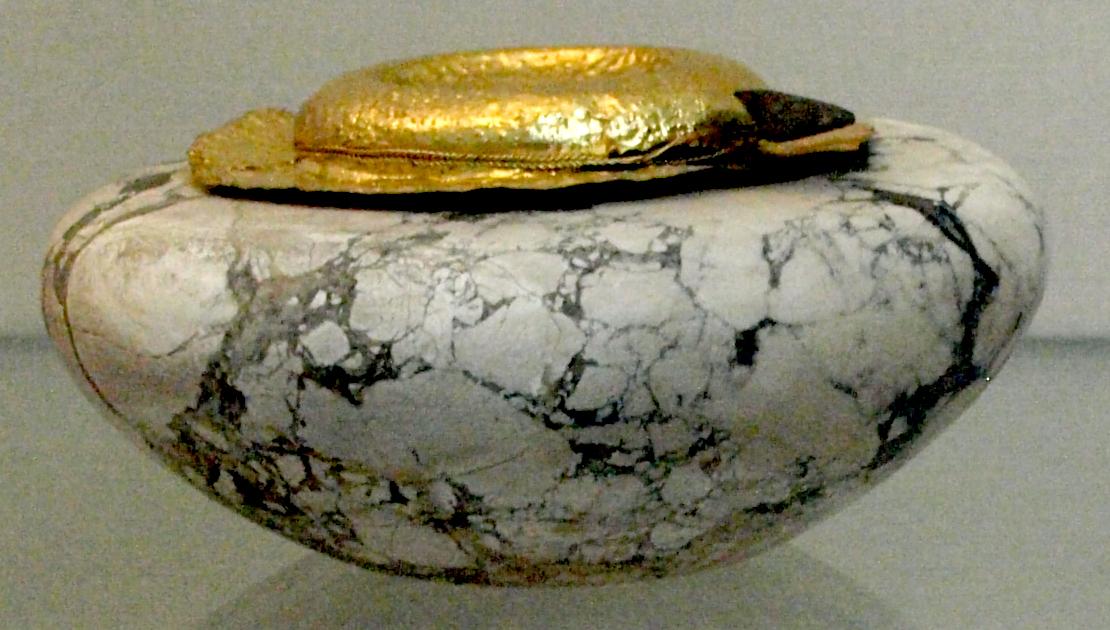
Vas din calcar din mormantul faranului Khasekhemwy
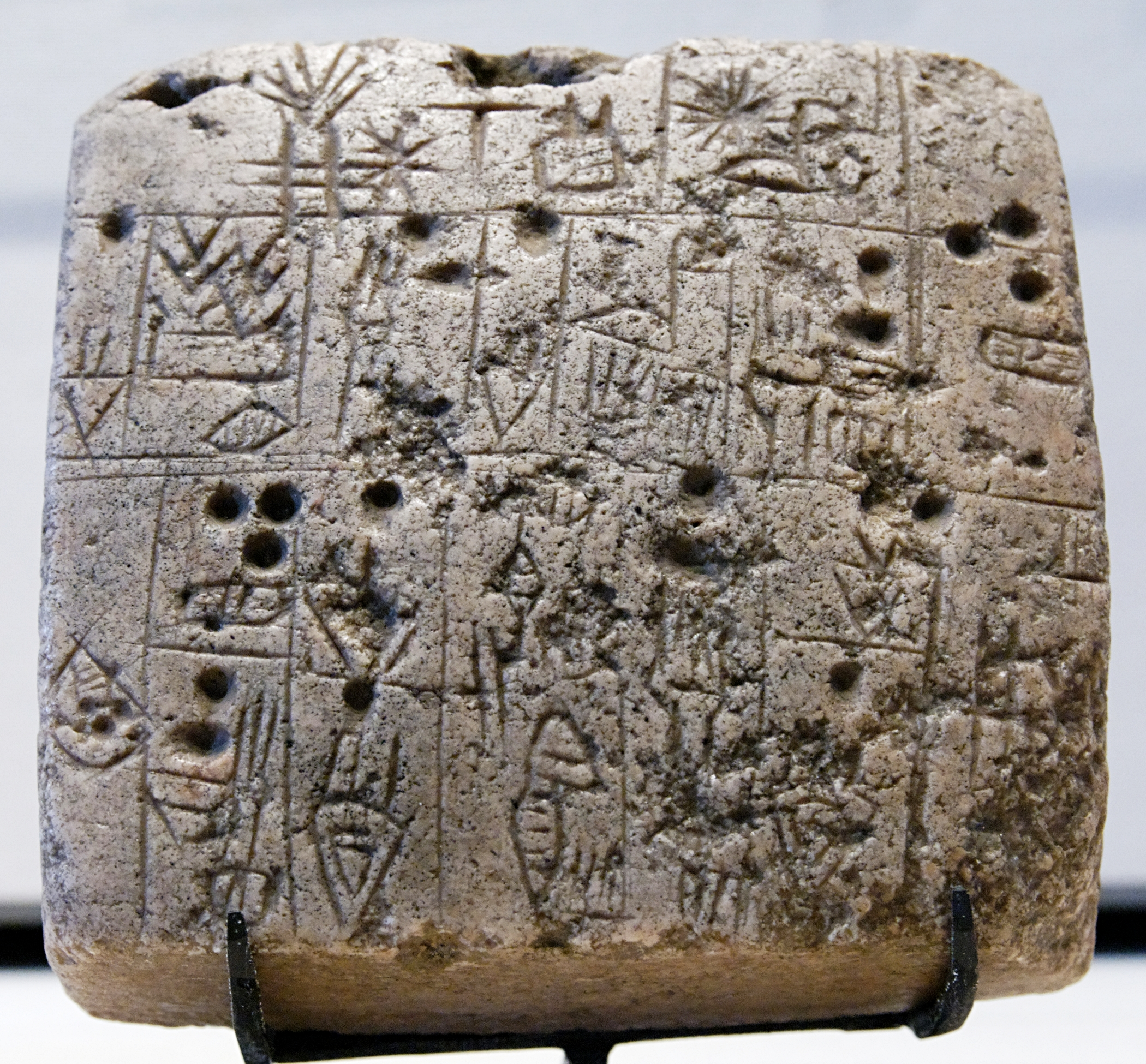
Tablita sumeriana cu cuneiforme folosita pentru vanzari
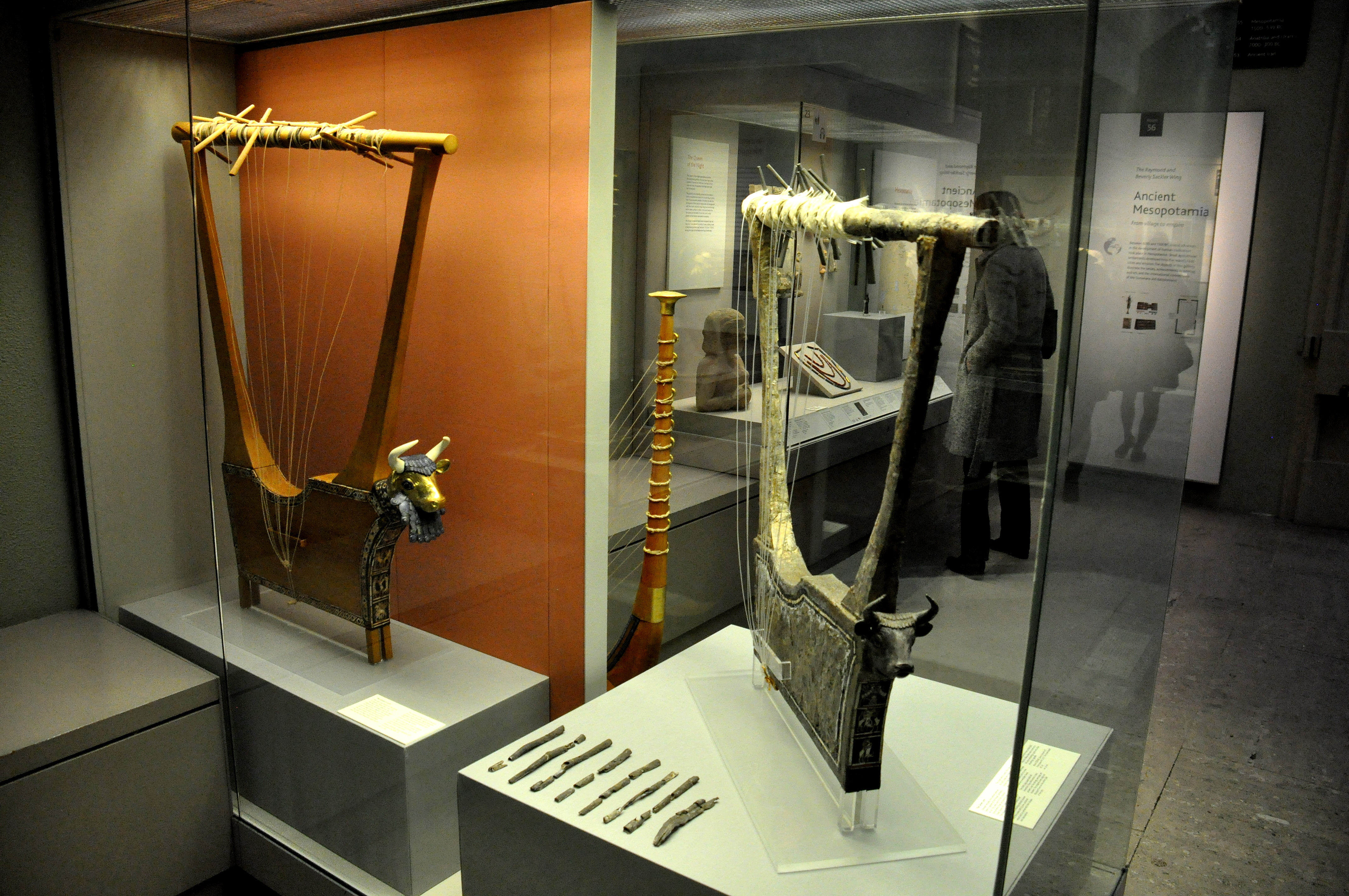
Lirele de Ur

- 2775 î.Hr.- 2650 î.Hr.: dinastia  a doua incepe în Egipt
- C. 2700 î.Hr.:  dinastia a treia in Egipt
- C. 2681 î.Hr. - c. 2662 î.Hr.: Djoser devine  Faraon a Egiptului
- C. 2640 î.e.n.: cultivarea țesutului de mătase începe să fie un secret bine păzit  în China.
- 2630 î.Hr.- 2611 î.Hr.: Imhotep, vizir al Egiptului , construiește Piramida din Djoser
- 2613 î.Hr.: Egipt -începe de dinastia a patra .  Faraon Sneferu a început să domnească.
- C. 2601 î.Hr. - c. 2515 î.e.n. : Marile Piramide de la Gizeh sunt construite de  Menkaure, Khafre și Khufu.*
- C. 2697 î.Hr.: Împăratul Galben începe să domnească în China.
- 2627 î.Hr. - 2000 î.Hr. : Construirea metropolei Caral în Peru
- 2600 î.Hr.: Apogeul  civilizației Harrapa în Valea Indusului. Orașele  Harappa și Mohenjo-Daro devin metropolele mari. 2.500 de orașe și localități în Pakistan, o mare parte din nordul Indiei, și părți din Afganistan și Iran, care acoperă o regiune de aproximativ de un  milion de mile pătrați, de asemenea, locuitorii beneficiază de planificare urbană și de canalizare. Apare sistemul de scriere.
- 2600 î.Hr.: Sfârșitul perioadei dinastice timpurii al II-lea și începutul perioadei dinastice timpurii a III-a, în Mesopotamia.
- 2700 î.Hr.: Mesoamericanii încep să cultive  porumbul.
- 2.700 î.Hr.:  mine de cupru în Peninsula Sinai și Nubia;
- 2.680 î.Hr.: Egipt:  piramidele în dublă pantă din Meidum și Dahshur,  extinderea construcțiilor cu arcade și bolte,  lucrări de canalizare și derivare a Nilului
- 2.630 î.Hr. - 2.611 î.Hr.: piramida în trepte[1] construită de Imhotep sub domnia faraonului Djoser

## Personalități

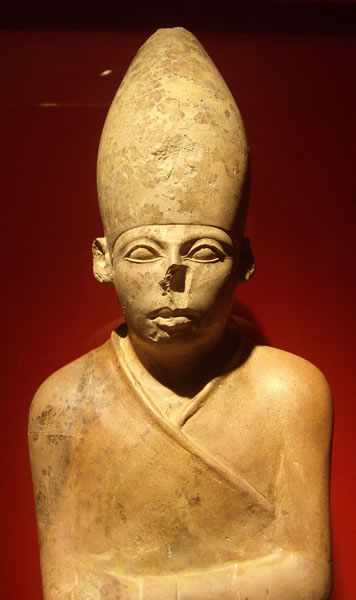
Khasekhemwy-ultimul faraon al dinastiei a doua
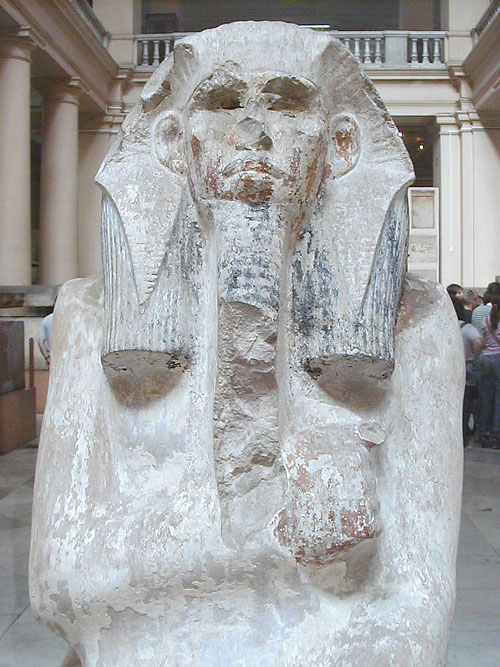
Faraonul Djoser
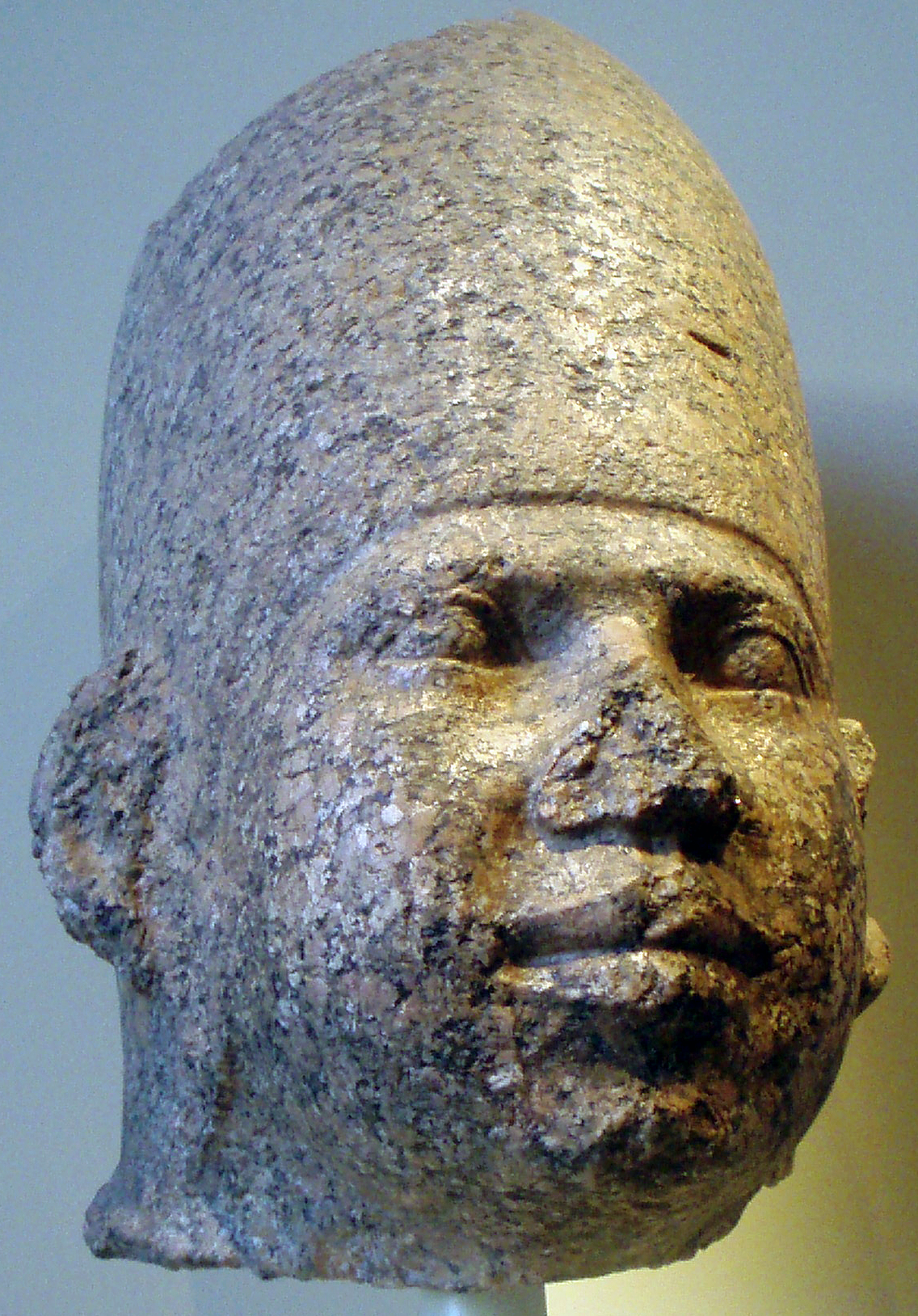
Huni, ultimul faraon al dinastiei a treia
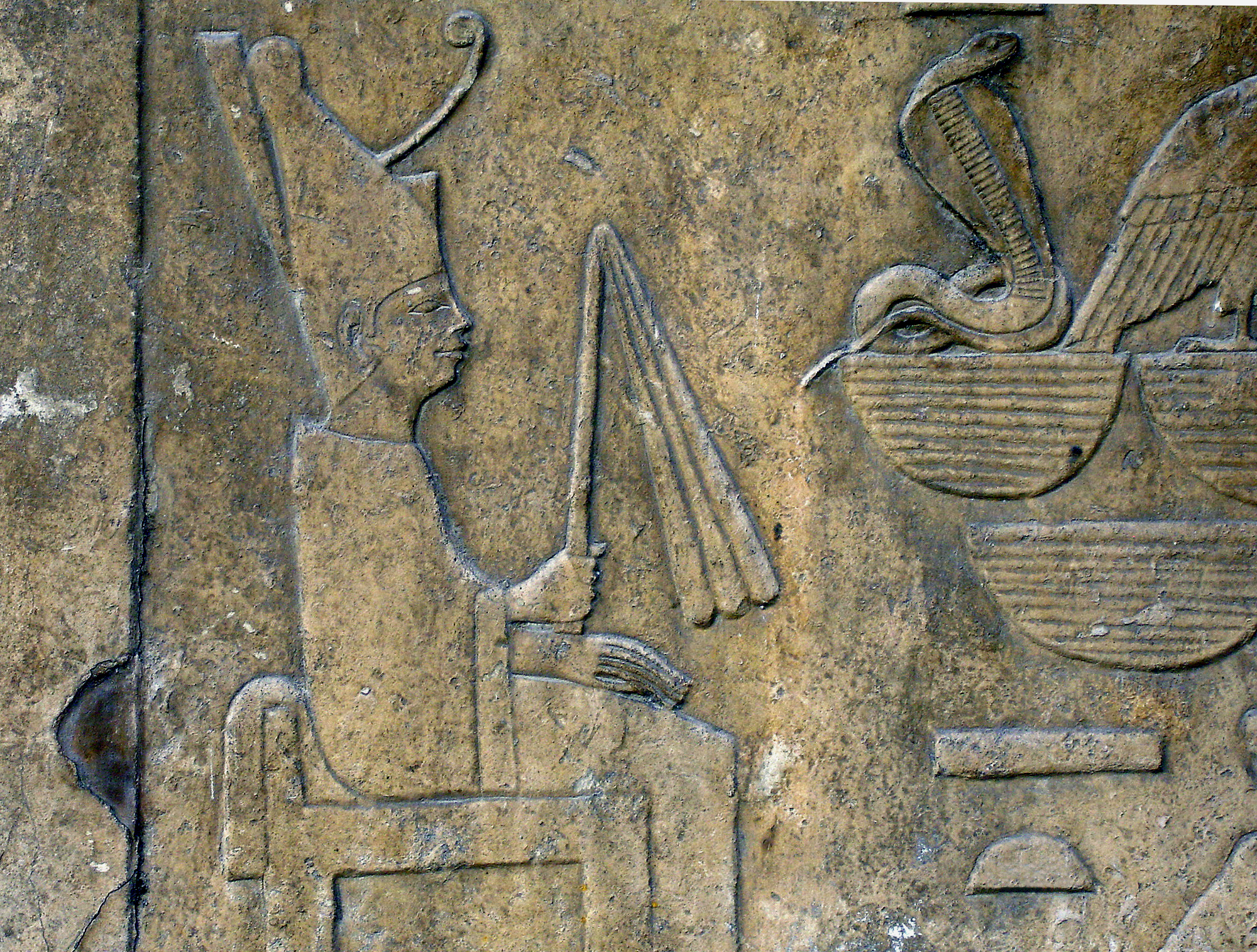
Faraonul Snefru
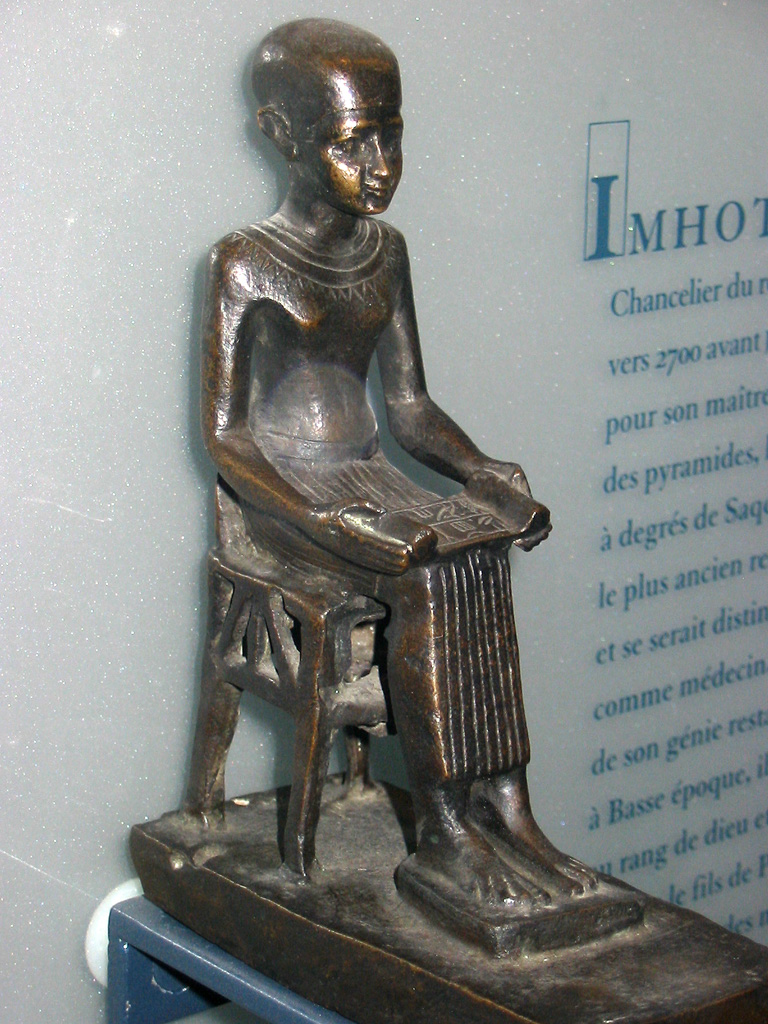
Imhotep- medic, arhitect, inginer si zeu
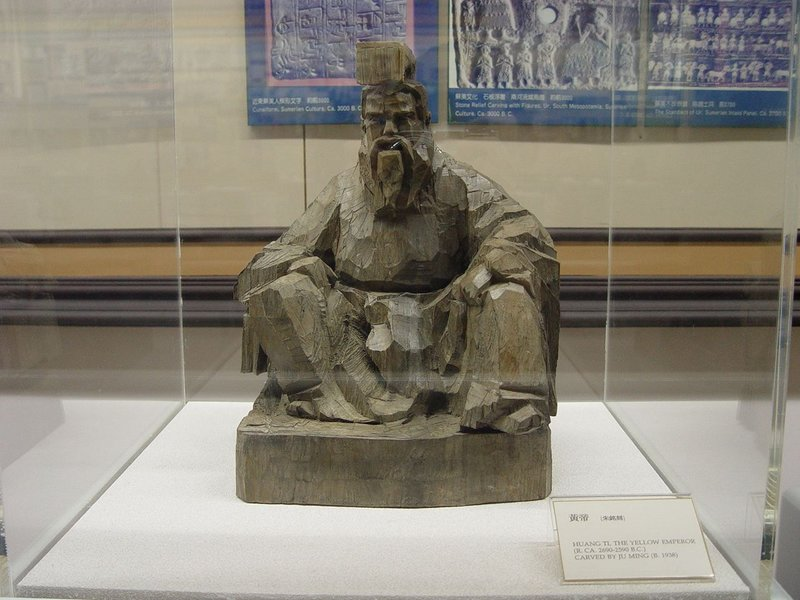
Imparatul Galben Huangdi